# Vilayet di Ankara
Il vilayet di Ankara (in turco: Eyalet-i Ankara) fu un vilayet dell'Impero ottomano nell'area corrispondente a parte dell'attuale Turchia, con capitale Ankara.

## Storia
Derivato direttamente dall'omonimo eyalet, il vilayet di Aidin includeva buona parte delle antiche province di Anatolia e Galazia. L'Encyclopedia Britannica nel 1911 descriveva questo vilayet basato essenzialmente sull'agricoltura e nello specifico sul grano e sulla lana che i mori derivavano dalle capre d'Angora. Un'industria importante era quella per la produzione di tappeti a Kırşehir ed a Kayseri. Vi erano miniere d'argento, di rame, di lignite e di sale. Noto era anche lo studio della medicina nelle università locali.

## Geografia antropica

### Suddivisioni amministrative
I sanjak del vilayet di Ankara nel XIX secolo erano:
1. sanjak di Ankara
2. sanjak di Bozok
3. sanjak di Kayseri
4. sanjak di Kırşehir
5. sanjak di Çorum

## Composizione della popolazione
| Provenienza della popolazione residente (dati del 1914)) |         |
| Musulmani                                                | 877.285 |
| Greci                                                    | 20.240  |
| Armeni                                                   | 51.556  |